# Saison 1 d'Utopia
Chronologie
Saison 2
Cet article présente le guide des épisodes de la première saison de la série télévisée britannique Utopia.

## Généralités
- La saison a été diffusée du 15 janvier 2013 au 19 février 2013 sur Channel 4 au Royaume-Uni[1].
- En France, la saison a été acquise et diffusée par Canal+ Séries[2].

## Distribution

### Acteurs principaux
- Fiona O'Shaughnessy (VFB : France Bastoen) : Jessica Hyde/Carvel, fille de l'auteur du manuscrit Utopia, fuit l'organisation The Network depuis son enfance.
- Alexandra Roach (VFB : Élisabeth Guinand) : Becky, prépare un doctorat en médecine jusqu'au jour où son père meurt d'une maladie inconnue liée à Utopia.
- Nathan Stewart-Jarrett (VFB : Maxime Donnay) : Ian Johnson, consultant en informatique.
- Adeel Akhtar (VFB : Angelo Dello Spedale) : Wilson Wilson, un geek paranoïaque, survivaliste et conspirationniste.
- Oliver Woollford (VFB : Igor Van Dessel) : Grant Leetham, un jeune garçon rebelle de onze ans dont la mère ne s'occupe pas et dont le père est absent.
- Paul Higgins (VFB : David Manet) : Michael Dugdale, un haut fonctionnaire du Département de la Santé. Il est marié à Jen.
- Anna Madeley : Anya Luchvenko, une prostituée russe.
- Neil Maskell (VFB : Lionel Bourguet) : Arby/R.B. (Raisin Boy)/Pietre, homme de main de The Network et à la recherche du manuscrit et de Jessica Hyde.
- Paul Ready (VFB : Michelangelo Marchese) : Lee, l'acolyte d'Arby.

### Acteurs récurrents
- Alistair Petrie (VFB : Franck Dacquin) : Geoff Lawson, Chef du Département de la Santé, travaille également pour The Network.
- Stephen Rea : Conran Letts, fait partie de l'organisation Corvadt et est apparemment le chef de The Network .
- James Fox : L'assistant de Conran Letts et apparemment patron de Corvadt et membre de The Network.
- Ruth Gemmell : Jen, la femme de Michael Dugdale.
- Emilia Jones (VFB : Clara Mullenaerts) : Alice Ward, une amie de Grant Leetham.
- Geraldine James (VFB : Manuela Servais) : Milner, Agent du MI5.

### Acteurs secondaires
- Michael Smiley : Détective Reynolds, chargé d'enquêter sur la mort de Bejan Chervo.
- Mark Stobbart : Bejan Chervo, possède la deuxième partie du manuscrit d'Utopia et demande à Becky, Grant, Wilson et Ian de les rencontrer mais celui-ci sera tué par Arby et Lee.
- Teresa Banham : la mère d'Alice Ward
- Sarah Churm : la mère de Grant Leetham
- Michell Mullen : Lane Monroe, PDG de Pergus Holdings.
- Alan Williams : Danny, le « Clochard ».
- Llyod Hutchinson : William Kaye, un journaliste.

## Liste des épisodes

### Épisode 1:Où est Jessica Hyde?
- Royaume-Uni : 15 janvier 2013 sur Channel 4

Cinq membres d'un forum de bande dessinée sur Internet conviennent de se rencontrer après que l'un d'eux leur a annoncé être en possession du manuscrit original du second volume de "The Utopia Experiments", jamais publié. Ils se retrouvent poursuivis par le Réseau (The Network), une organisation qui recherche le manuscrit ainsi que la localisation d'une personne nommée Jessica Hyde. Trois des membres du forum - Ian, Becky, et Wilson - se rencontrent dans un pub, l'autre - Bejan, celui qui a acquis le manuscrit - est tué par R.B. et Lee, deux hommes du Réseau. Le seul témoin de l'assassinat est Grant, un enfant et cinquième membre du forum qui s'enfuit avec le manuscrit, les deux membres du Réseau à sa poursuite. Ces derniers ne le retrouvent pas, mais arrivent à localiser Wilson, et le torturent pour obtenir des informations sur Jessica Hyde, qu'il ne connait pas. Wilson arrive à se libérer et tue Lee, puis contacte Ian et Becky, qui le récupèrent blessé. Ils se rendent chez cette dernière. Alors qu'ils y discutent du plan à suivre, on toque à la porte. Becky ouvre et tombe nez à nez avec une femme que recherche R.B. : Jessica Hyde. 

### Épisode 2:Le Manuscrit
- Royaume-Uni : 22 janvier 2013 sur Channel 4

### Épisode 3:La mort fait partie du jeu
- Royaume-Uni : 29 janvier 2013 sur Channel 4

R.B. reçoit un appel d'un des deux chefs de Corvadt, l'organisation pharmaceutique liée au vaccin russe vendu au ministère de la santé par Michael Dugdale. Ce dirigeant lui demande de faire un massacre dans une école. Il y abat froidement huit enfants et deux professeurs. Jessica Hyde emmène Grant avec elle et va se cacher dans un motel. Il lui avoue que le manuscrit d'Utopia 2 est caché chez Alice, et ils décident de s'y rendre. Wilson, Becky et Ian prennent contact avec Milner, l'agente du MI5, qui leur donne rendez-vous dans une chapelle. Lors de la rencontre, elle abat un agent du Réseau qui menaçait les trois autres, les ayant suivis. Elle leur explique qu'il faut retrouver Utopia 2 car il contient sûrement le nom de Mr Rabbit, le dirigeant du Réseau, et leur donne la localisation du manuscrit. Il se trouve donc chez Alice Ward, là où Grant l'a laissé précédemment.

### Épisode 4:Crimes et Châtiments
- Royaume-Uni : 5 février 2013 sur Channel 4

Becky, Wilson et Ian se cachent dans une maison avec Grant et Alice, d'où ils tentent d'appeler Milner, qui ne leur répond pas. Grant cache des pages du manuscrit qu'il a subtilisées dans un fauteuil. Michael Dugdale fait analyser l’échantillon de doigt contaminé par le scientifique Donaldson, qui lui cache les résultats. Il parvient à les obtenir par la force et découvre que les habitants de l'île ne sont pas morts de la grippe russe mais d'une intoxication chimique toxique. Il souhaite faire chanter Corvadt et le Réseau, mais ces derniers le menacent de révéler sa liaison avec la prostituée russe qu'il a mise enceinte. Pendant ce temps, Jessica Hyde attrape Ian et le force à appeler Milner, et il laisse un message. On le retrouve après en train d'essayer de voir si son frère est encore vivant, mais Milner le sauve des hommes du Réseau. De leur côté, Becky et Wilson s'éloignent de leur cachette pour aller sur internet sans risque de se faire pister, depuis un téléphone portable trouvé. Alors que Wilson vérifie que personne ne les espionne, Becky téléphone à un mystérieux contact et lui demande un rendez-vous urgent le lendemain à 6h15.

### Épisode 5:Trahisons
- Royaume-Uni : 12 février 2013 sur Channel 4

### Épisode 6:Fin de missions
- Royaume-Uni : 19 février 2013 sur Channel 4